# Subterranean Homesick Blues
Pour les articles homonymes, voir Subterranean (homonymie).
Singles de Bob Dylan
The Times They Are a-Changin'
(1965) Maggie's Farm
(1965)
Pistes de Bringing It All Back Home
She Belongs to Me
Subterranean Homesick Blues est une chanson de Bob Dylan, parue en mars 1965 sur l'album Bringing It All Back Home, puis en single. Il s'agit d'un des premiers essais de folk rock de Dylan.
Ses paroles, dont le discours politique est quelque peu camouflé par l'abondance de jeux sur les sonorités, ont notamment inspiré les noms du groupe de gauche révolutionnaire Weatherman (« you don't need a weatherman to know which way the wind blows ») et du groupe de rock Firehose (« better stay away from those that carry around a fire hose »). Plusieurs groupes de musique ont intitulé des chansons en faisant référence à ce titre, dont Radiohead pour Subterranean Homesick Alien et Mustard Plug pour Suburban Homesick Blues.
Elle est également fameuse pour son clip vidéo, apparu pour la première fois en ouverture du film de D. A. Pennebaker Dont Look Back : on y voit Dylan dans une ruelle (derrière l'hôtel Savoy, à Londres), tenant une pile de pancartes où sont inscrits des extraits des paroles, qu'il montre à la caméra une par une, en synchronisation avec le texte chanté, puis lâche au sol. Allen Ginsberg et Bob Neuwirth sont visibles à l'arrière-plan. Ce clip a inspiré de nombreux artistes par la suite, par exemple Les Rabbins volants pour certaines scènes de leur clip Coin Coin et, en 2004, Alain Chamfort pour Les Beaux Yeux de Laure.
Cette chanson a été reprise en 1987 par le groupe californien Red Hot Chili Peppers sur leur 3e album, The Uplift Mofo Party Plan. Le tempo est changé, et la mélodie est basée sur un rythme rock/funk.